# Leroy Sibbles
Leroy Sibbles (Kingston, 29 januari 1949) is een Jamaicaans-Canadese zanger. Hij was onder meer de leadzanger van The Heptones.

## Discografie[2]

### The Heptones
- The Heptones (aka Fattie Fattie) (1967)
- On Top (1968)
- Black is Black (aka Ting a Ling) (1970)
- Freedom Line (1971)
- Book of Rules (1973)
- The Original Heptones (1976)
- Cool Rasta (1976)
- Night Food (1976)
- Party Time (1977)
- Better Days (1978)

### Solo
- Now (1980), Micron
- Strictly Roots (1980), Micron
- On Top (1982), Micron
- The Champions Clash (1985), Kingdom - i.s.m. Frankie Paul
- Selections (1985), Leggo Sounds - ook uitgebracht als Mean While (1986), Attic
- It's Not Over (1995), VP
- Come Rock With Me (1999), Heartbeat
- Reggae Hit Bass Lines (2009), Ernie B